# William Timothy Gowers
William Timothy Gowers, angleški matematik, * 20. november 1963, Marlborough, grofija Wiltshire, Anglija. 
Gowers je leta 1998 v Berlinu prejel Fieldsovo nagrado za delo na področju teorije Banachovih prostorov v funkcionalni analizi.
Leta 1996 je prejel nagrado Evropskega matematičnega društva. V letu 1999 so ga izbrali za člana Kraljeve družbe iz Londona.
Poleg znanstvenih člankov piše tudi poljudna dela. Napisal je knjigo Zelo kratek uvod v matematiko (A Very Short Introduction to Mathematics). Pri snemanju filma Dokaz (Proof), kjer sta igrala Gwyneth Paltrow in Anthony Hopkins, so ga povprašali za nasvet.